# Biserica de lemn din Hărțău

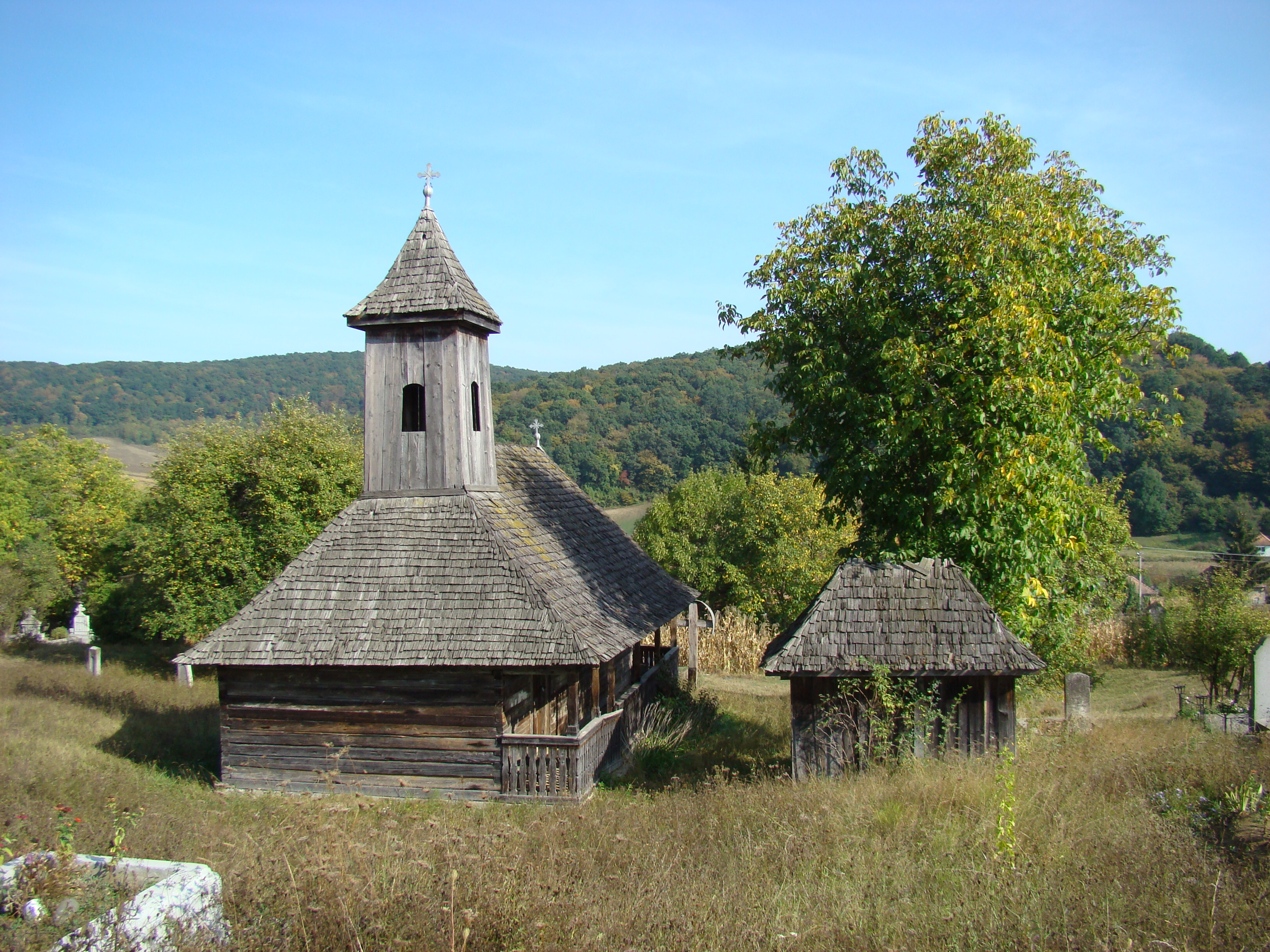
Biserica de lemn „Sfinții Arhangheli Mihail și Gavriil” din Hărțău, comuna Pănet, județul Mureș, foto: septembrie 2009.

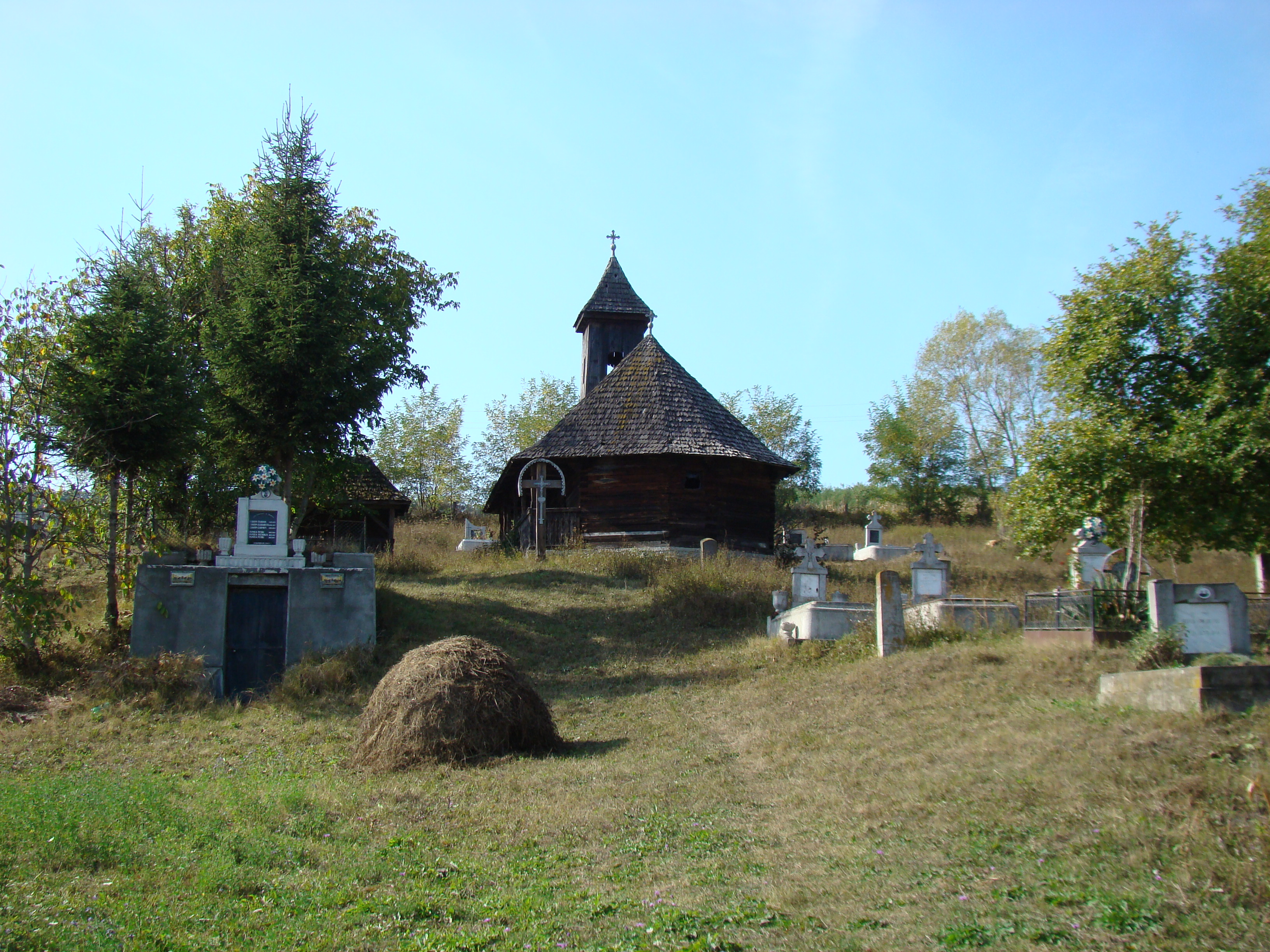
Biserica și împrejurimile

Biserica de lemn din Hărțău, comuna Pănet, județul Mureș. Anul edificării nu se cunoaște cu exactitate, unii specialiști plasând acest moment în 1824. Informațiile furnizate de șematismul greco-catolic din 1900 plasează edificarea bisericii în 1775. Are hramul „Sfinții Arhangheli Mihail și Gavriil”. Biserica se află pe noua listă a monumentelor istorice sub codul  MS-II-m-A-15694.

## Istoric și trăsături
Satul Hărțău, parte componentă a comunei Pănet, este atestat documentar încă din prima jumatate a secolului XIV, fiind amintit în registrele de dijme papale din anul 1332 sub denumirea de Hudzov.
Dintre localitățile care în prezent sunt în componența comunei Pănet, Hărțău a fost de-a lungul timpului cea mai mică, recensământul din anul 1857 înregistrând un număr de 387 locuitori, dintre care 228 greco-catolici, 145 reformați, 7 romano-catolici și 7 unitarieni. Recensământul din 1930 prezintă o situație diferită datorită asimilării populației românești, astfel, dintr-un total de 376 locuitori, 151 sunt români, 162 unguri, 3 evrei și 60 țigani, doar 147 de săteni declarându-se vorbitori de limba română, restul de 188 menționând maghiara ca limbă vorbită.
Șematismul greco-catolic de la 1900 plasează ctitorirea bisericii de lemn în anul 1775, cu toate că interpretarea cumulativă a altor izvoare plasează ctitorirea lăcașului de cult curând după mijlocul secolului XVIII, nu mai târziu de anul 1753.
Datorită intemperiilor, dar și nepăsării și reducerii treptate a numărului de enoriași, în timp, biserica a ajuns într-o stare foarte avansată de degradare, fiind salvată de la dispariție în anul 1982, când au avut loc ample lucrări de renovare.

## Galerie de imagini

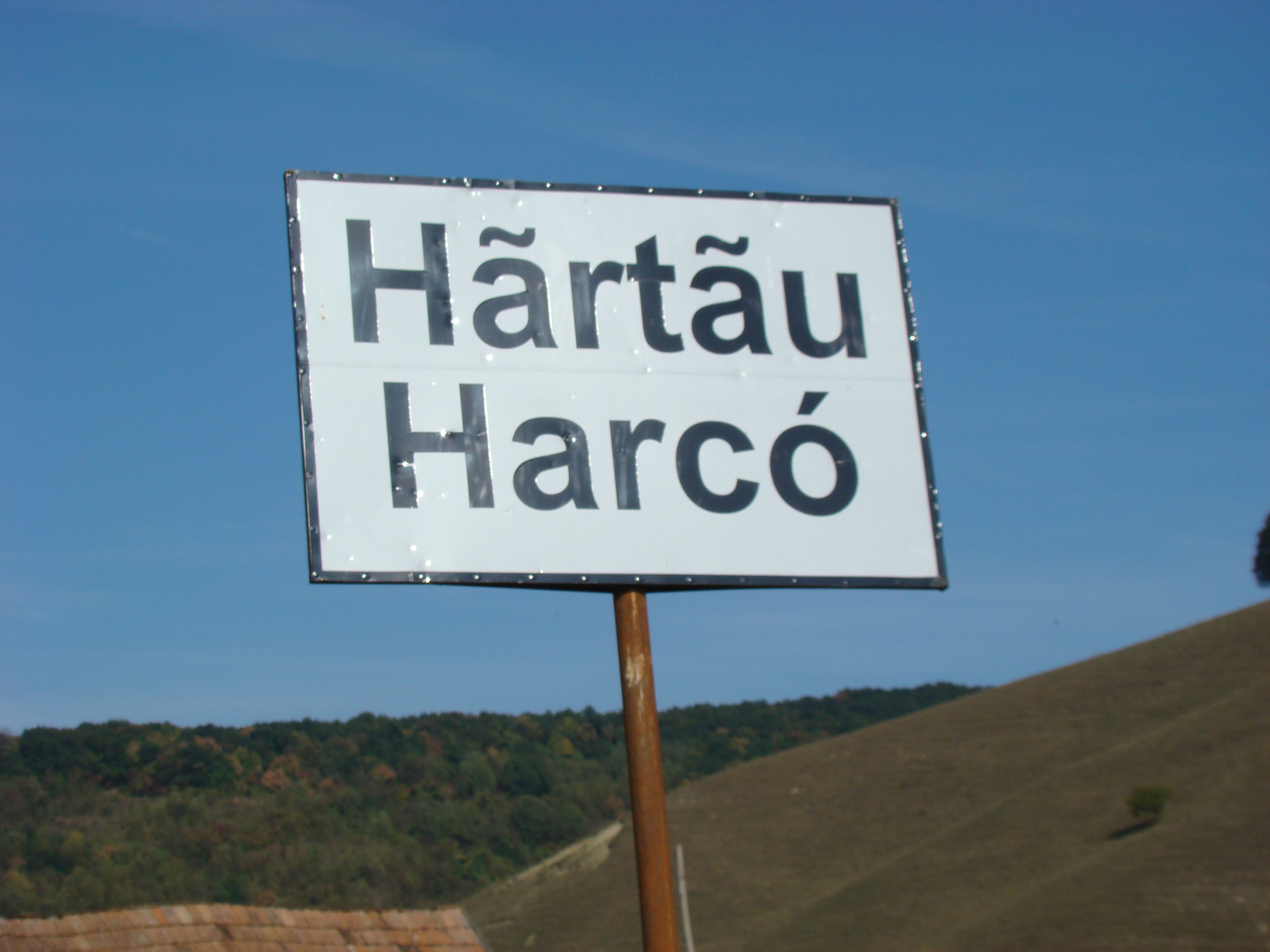
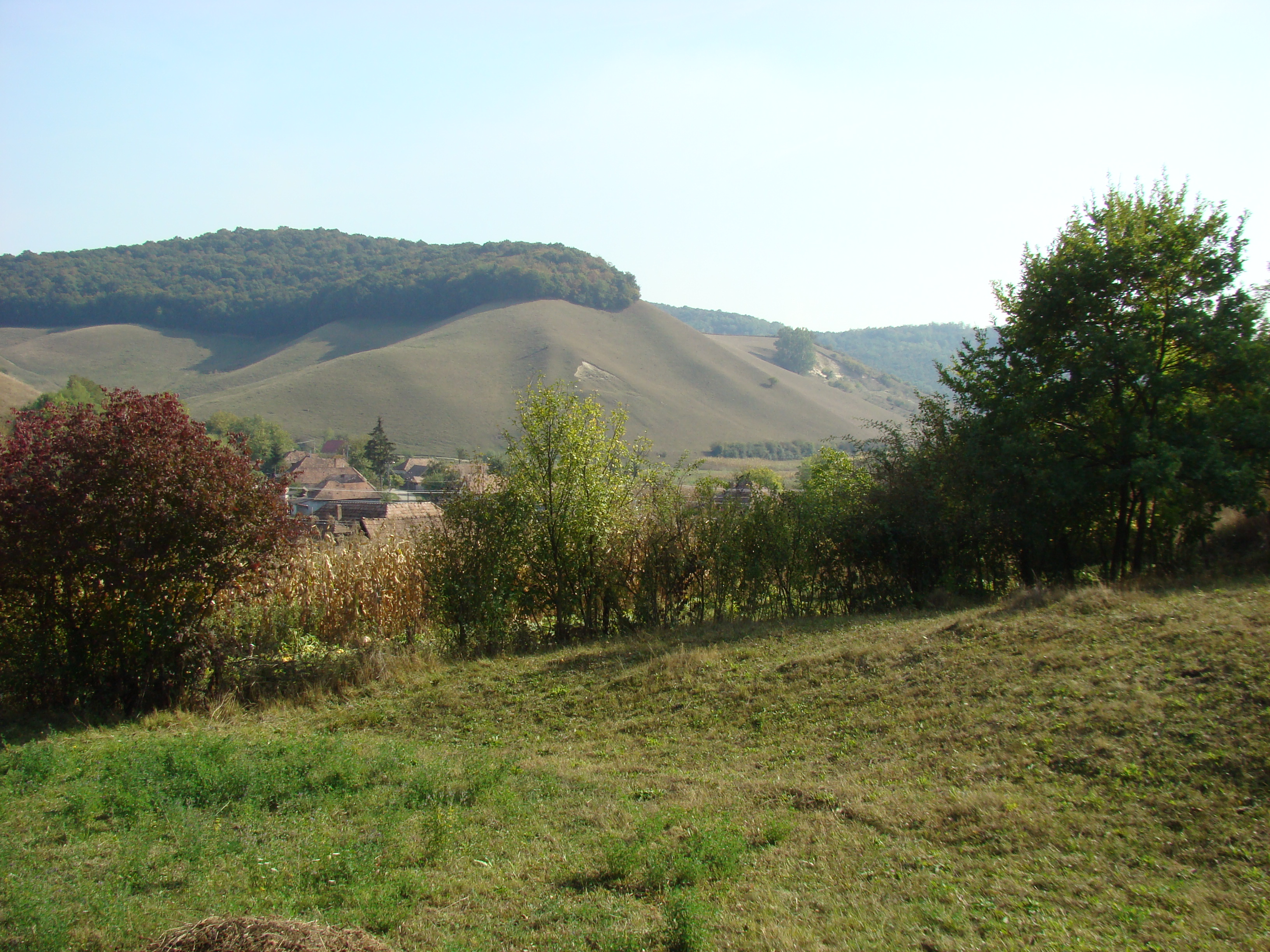
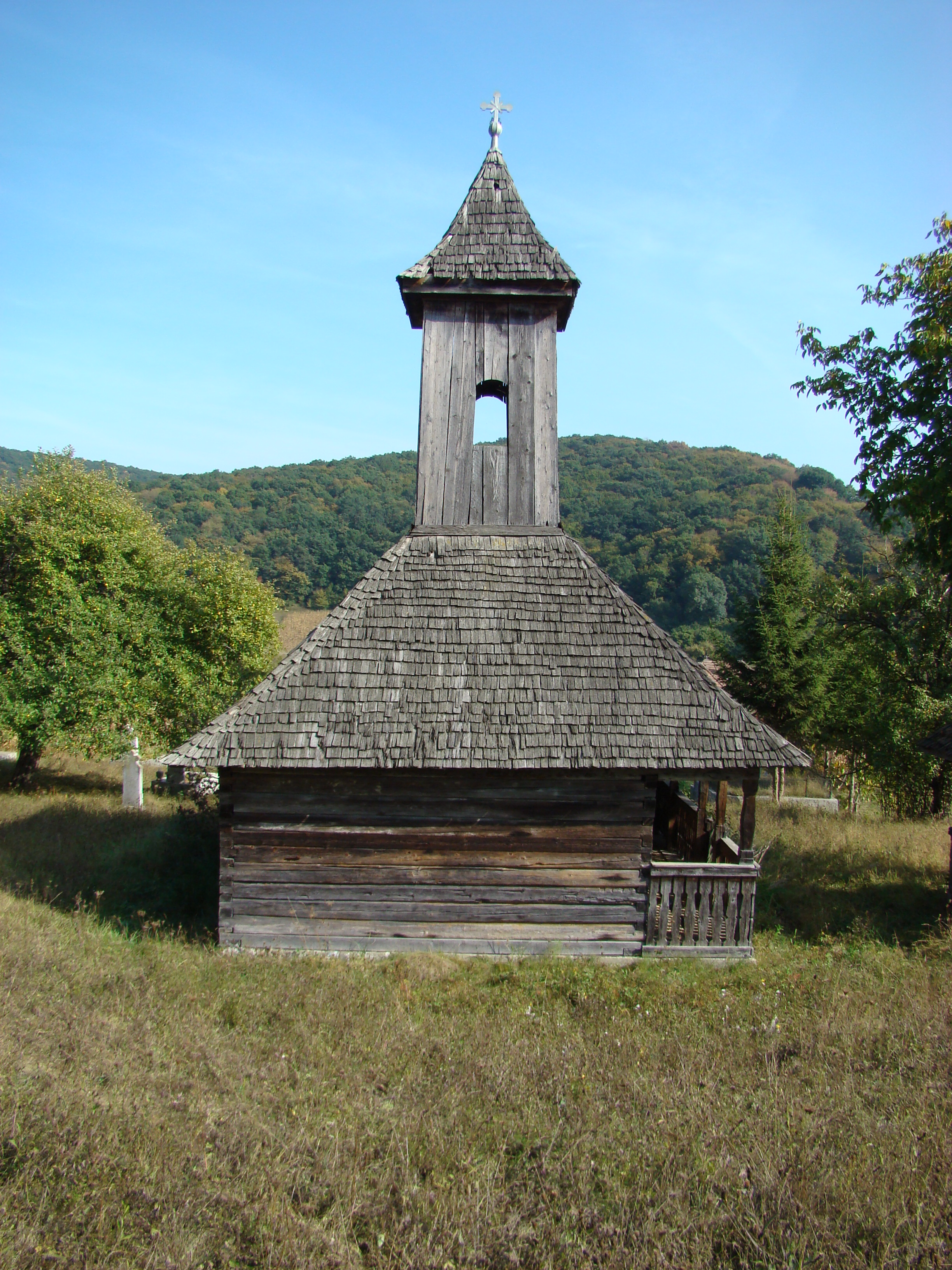
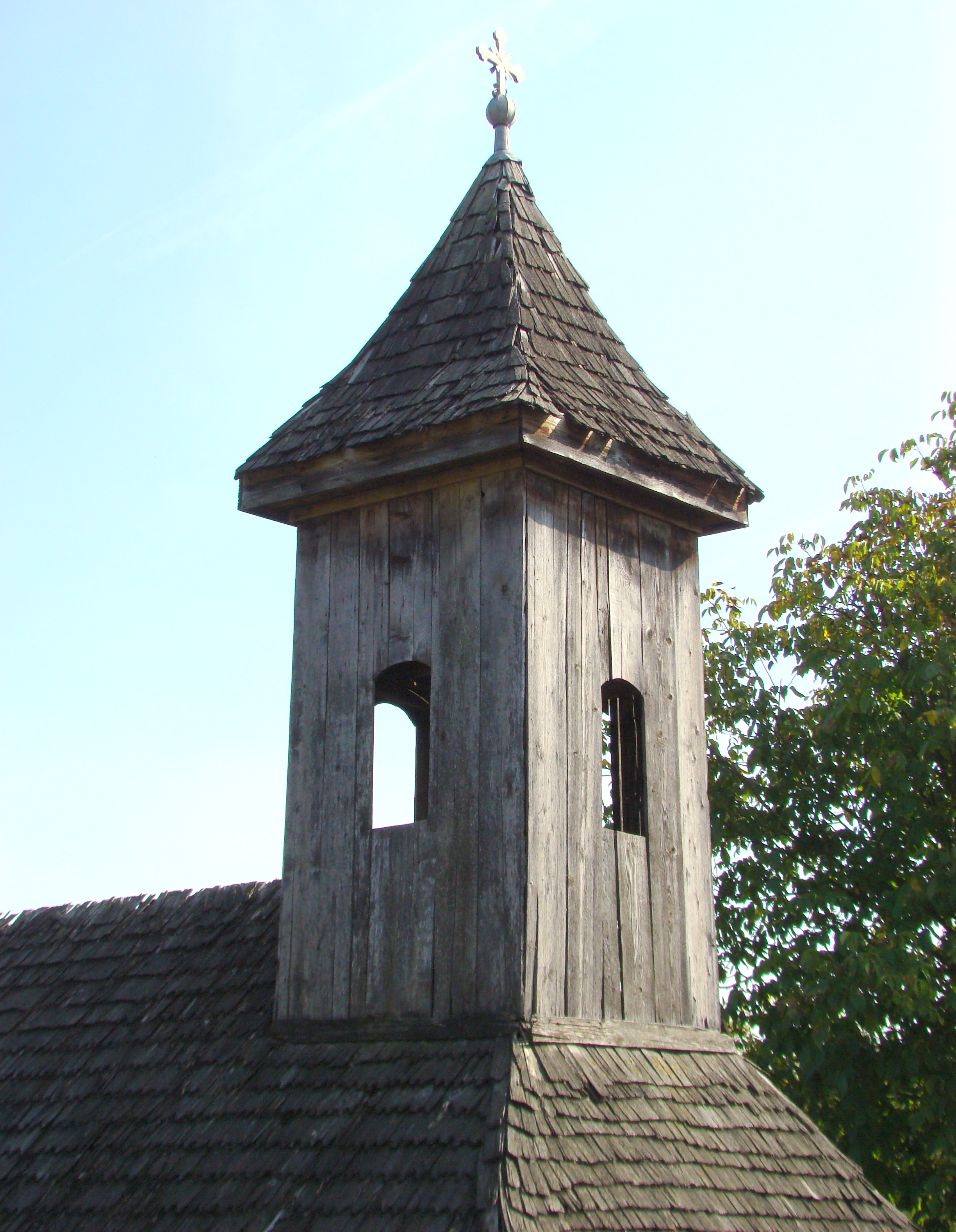
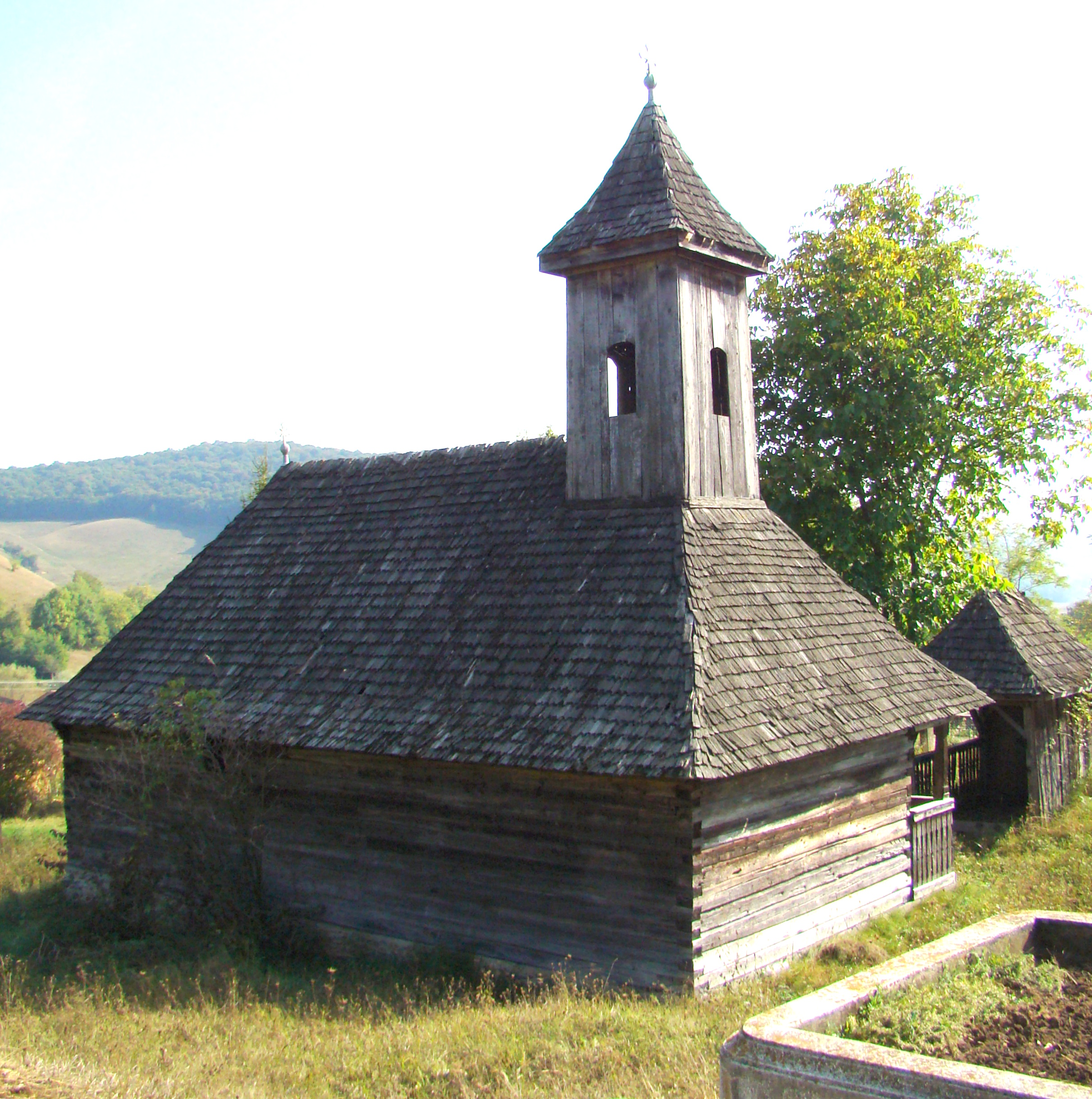
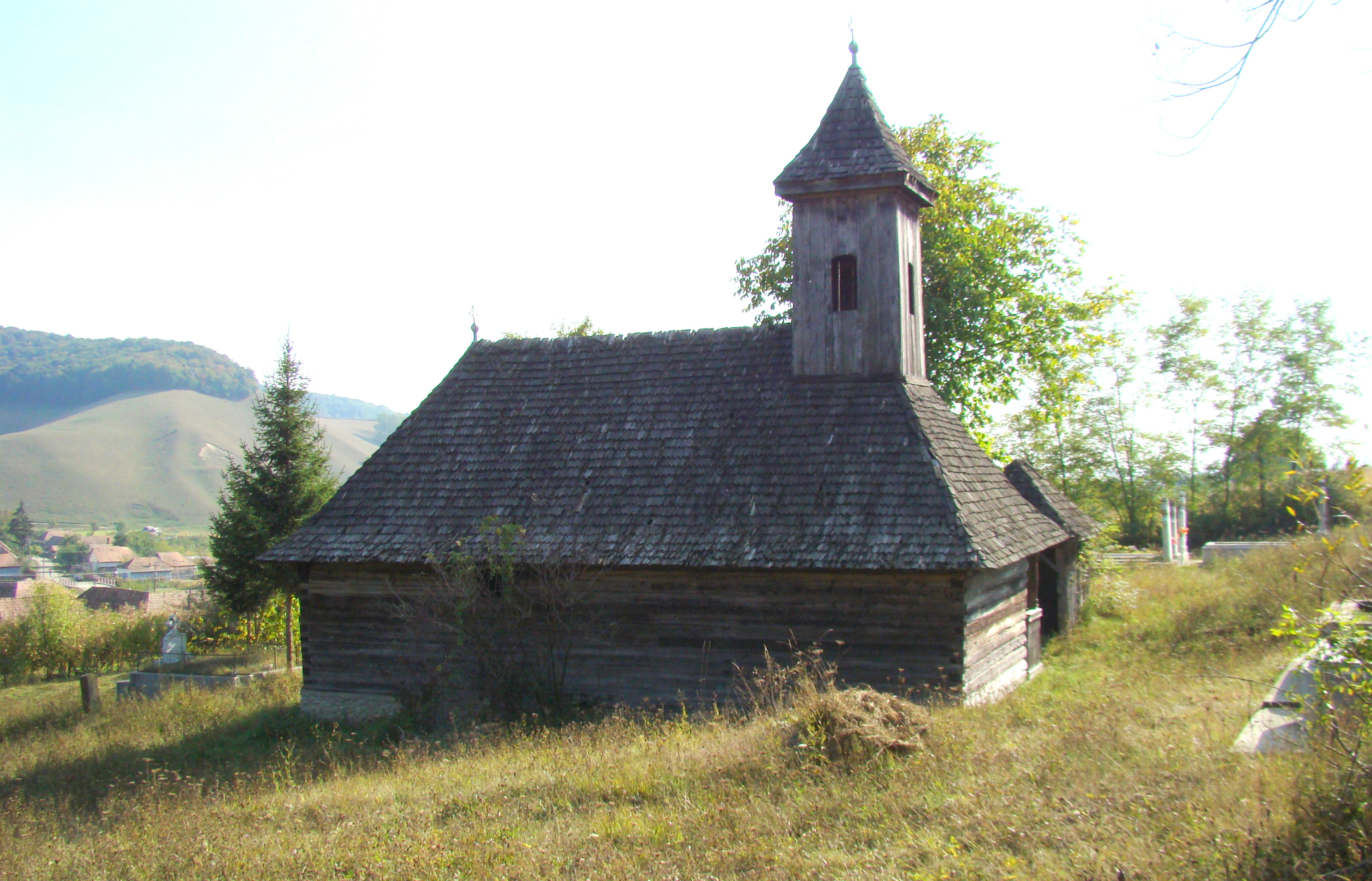
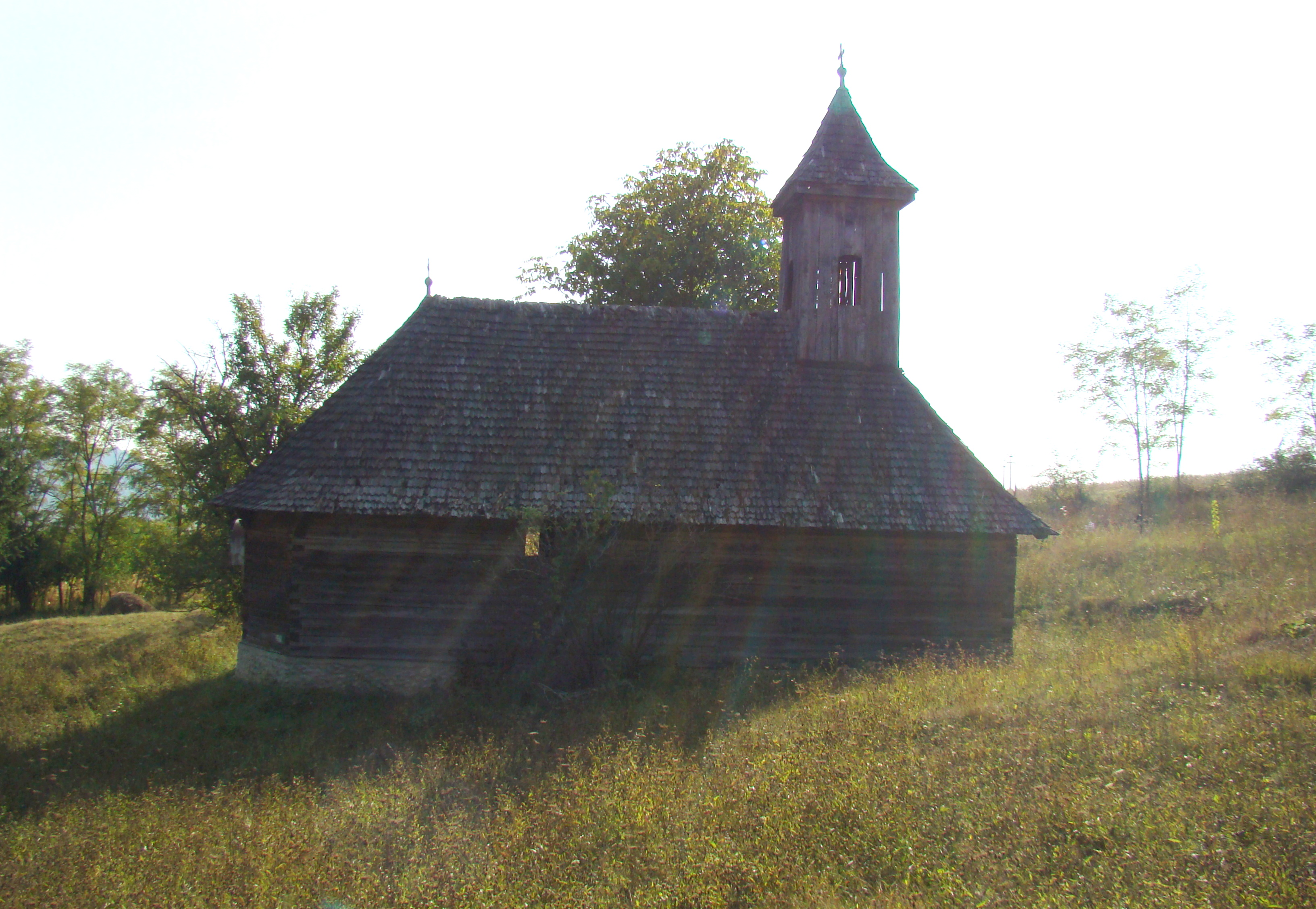
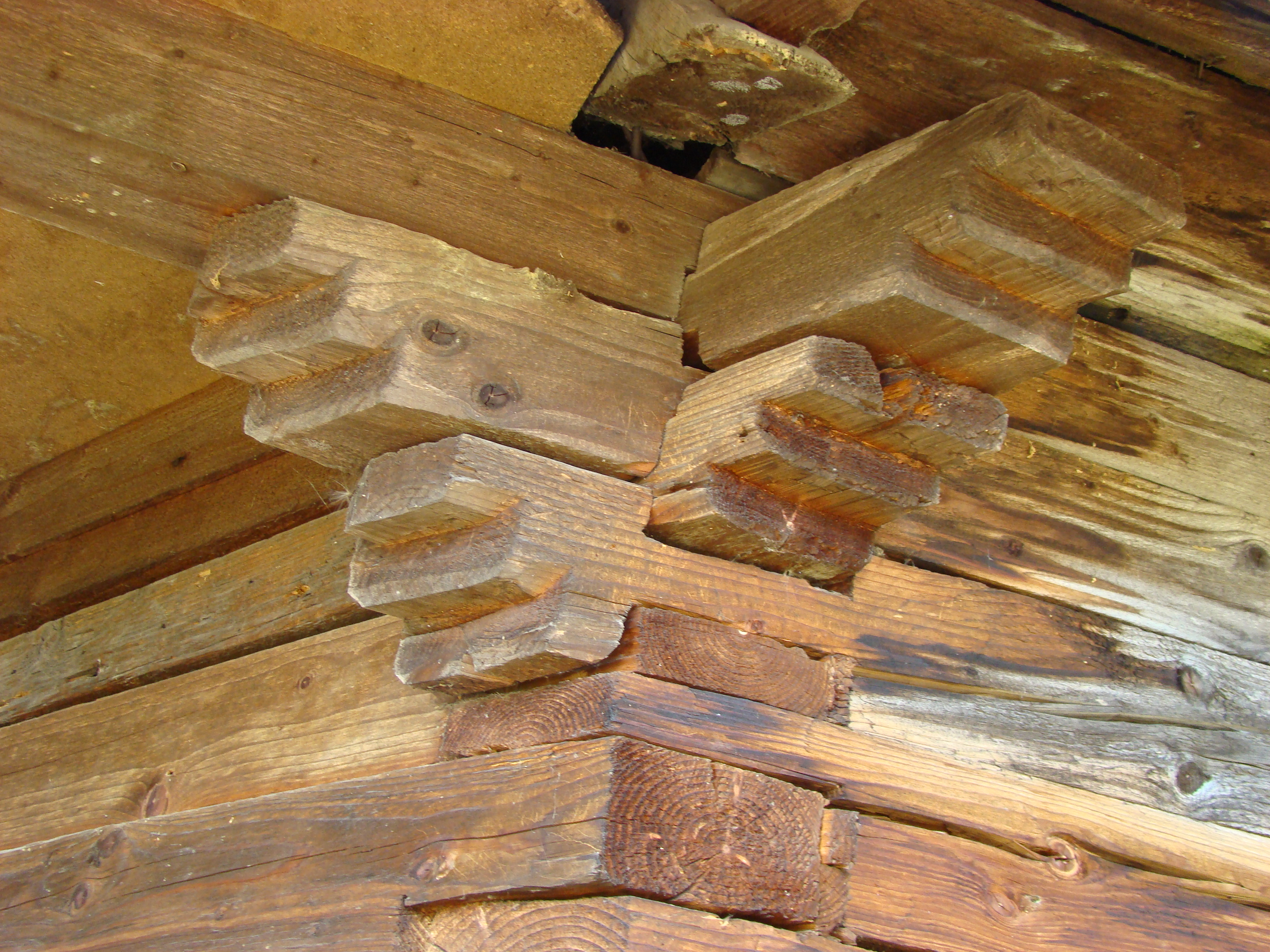
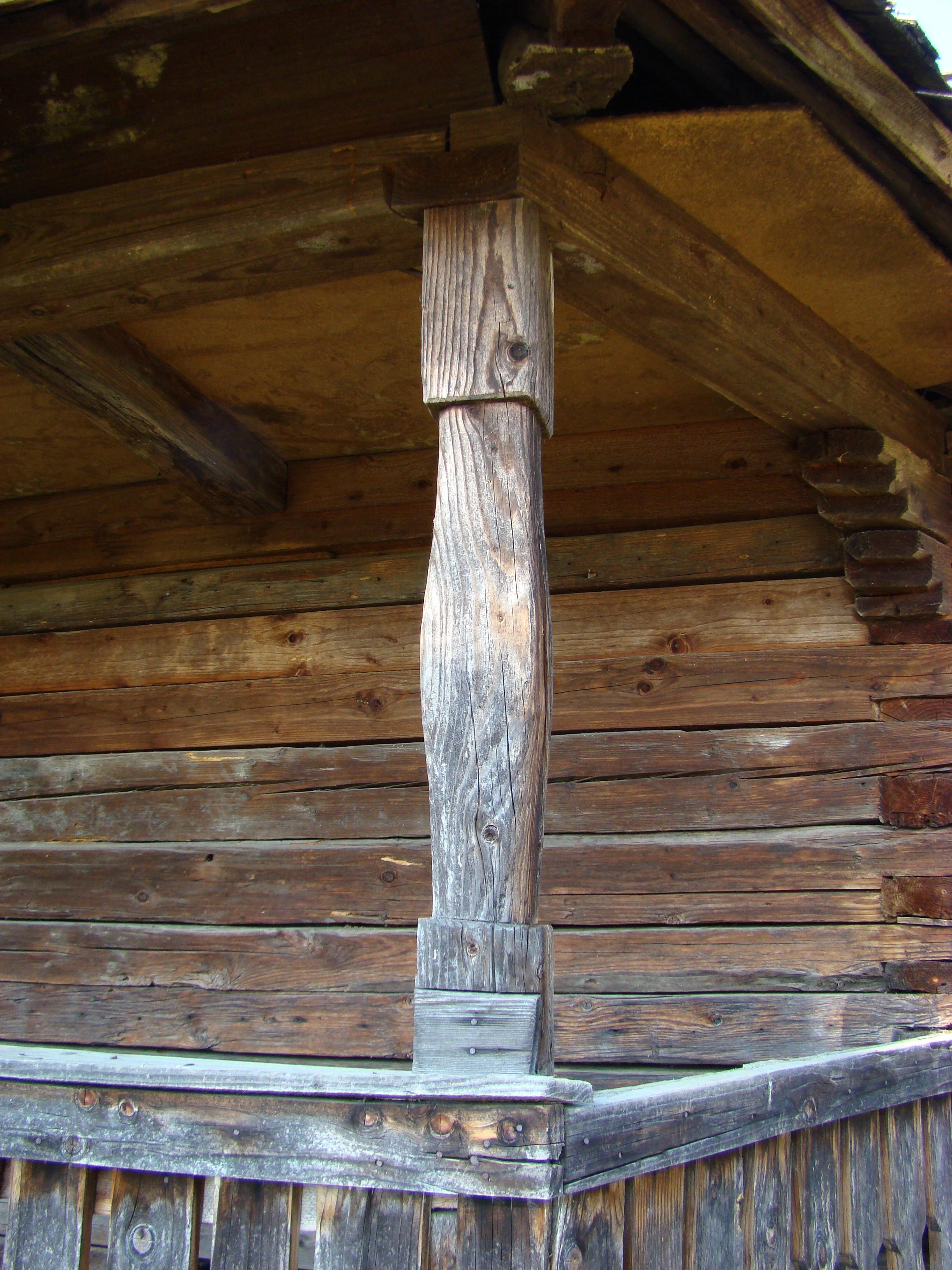
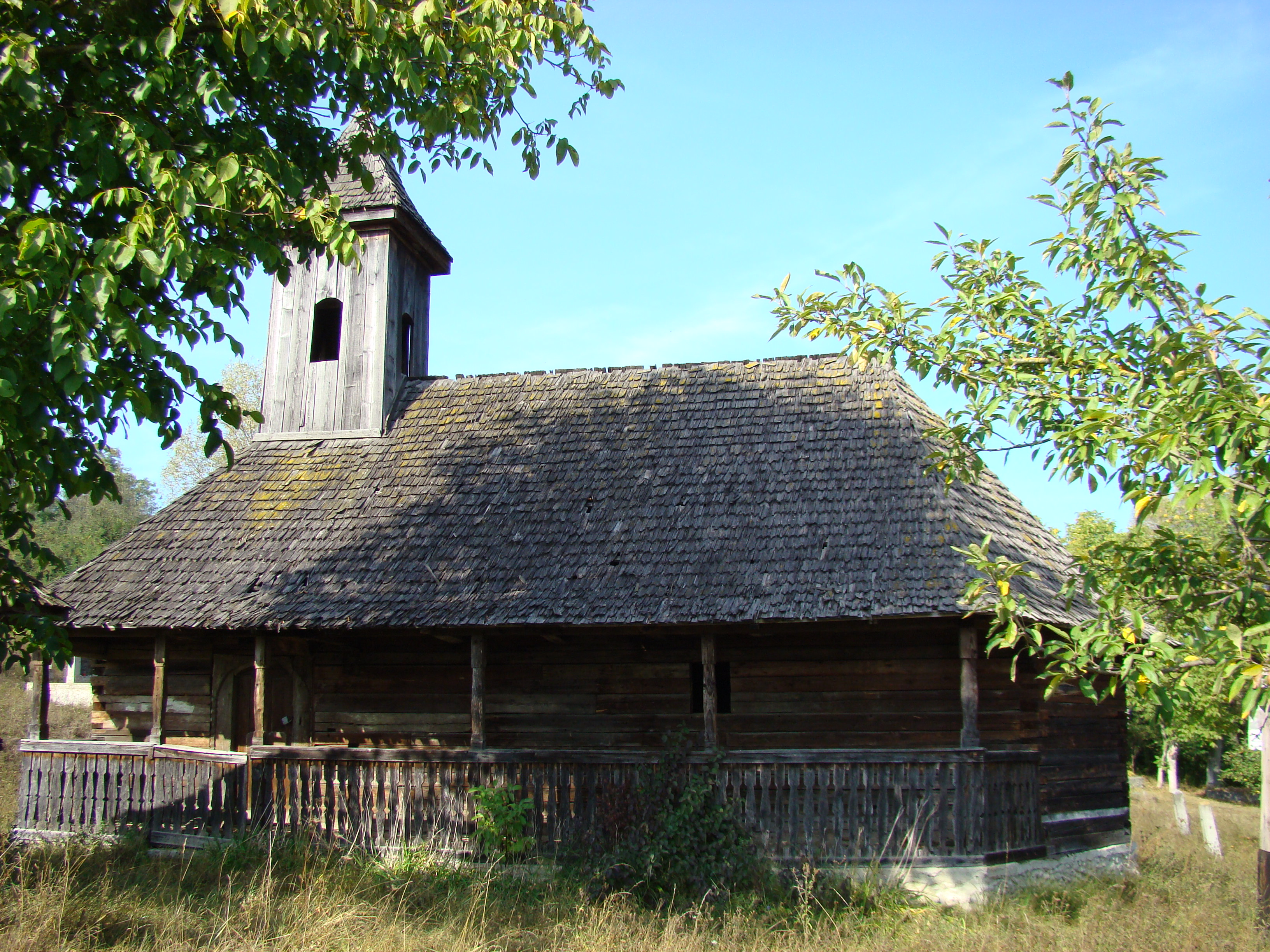
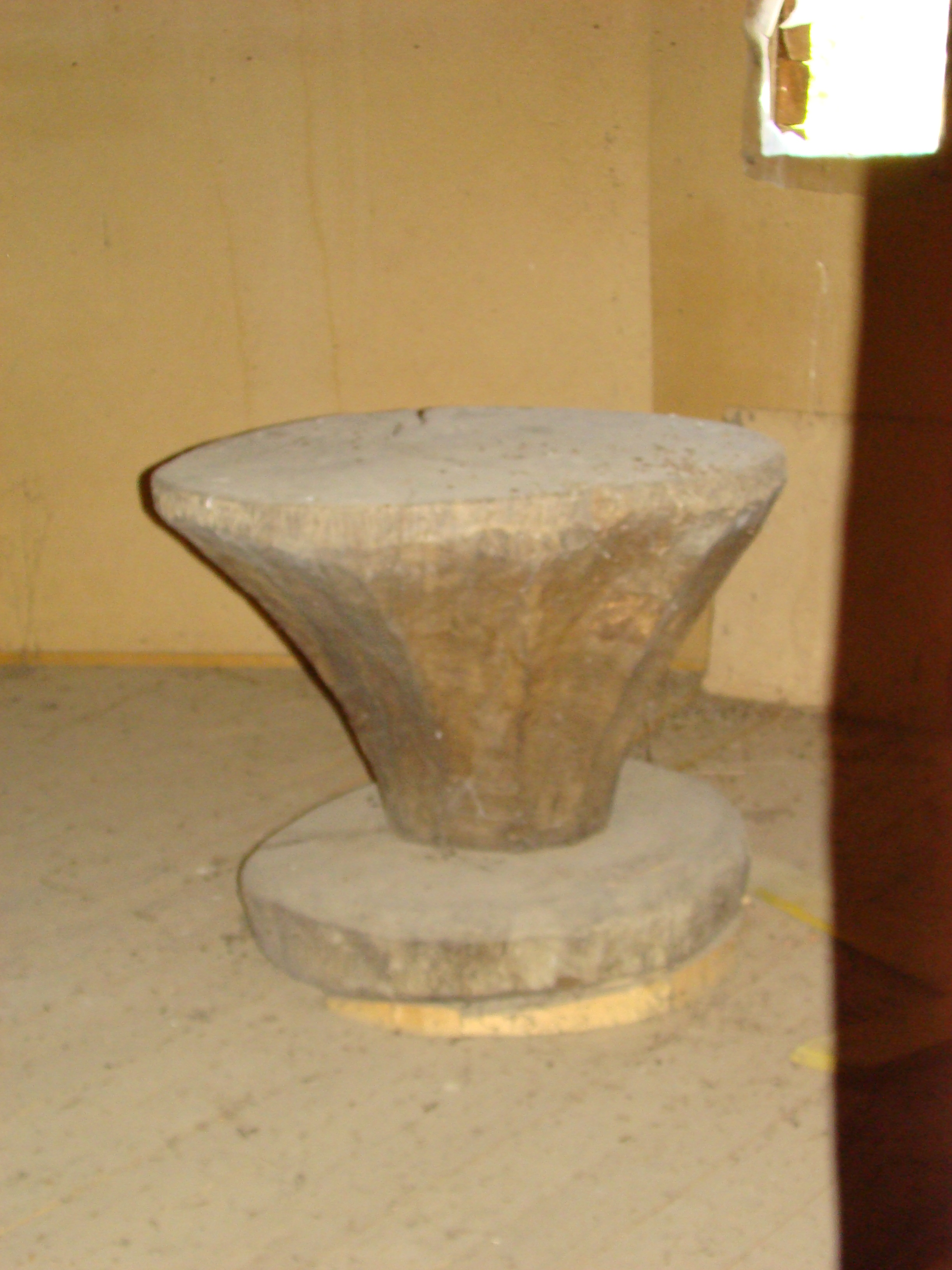
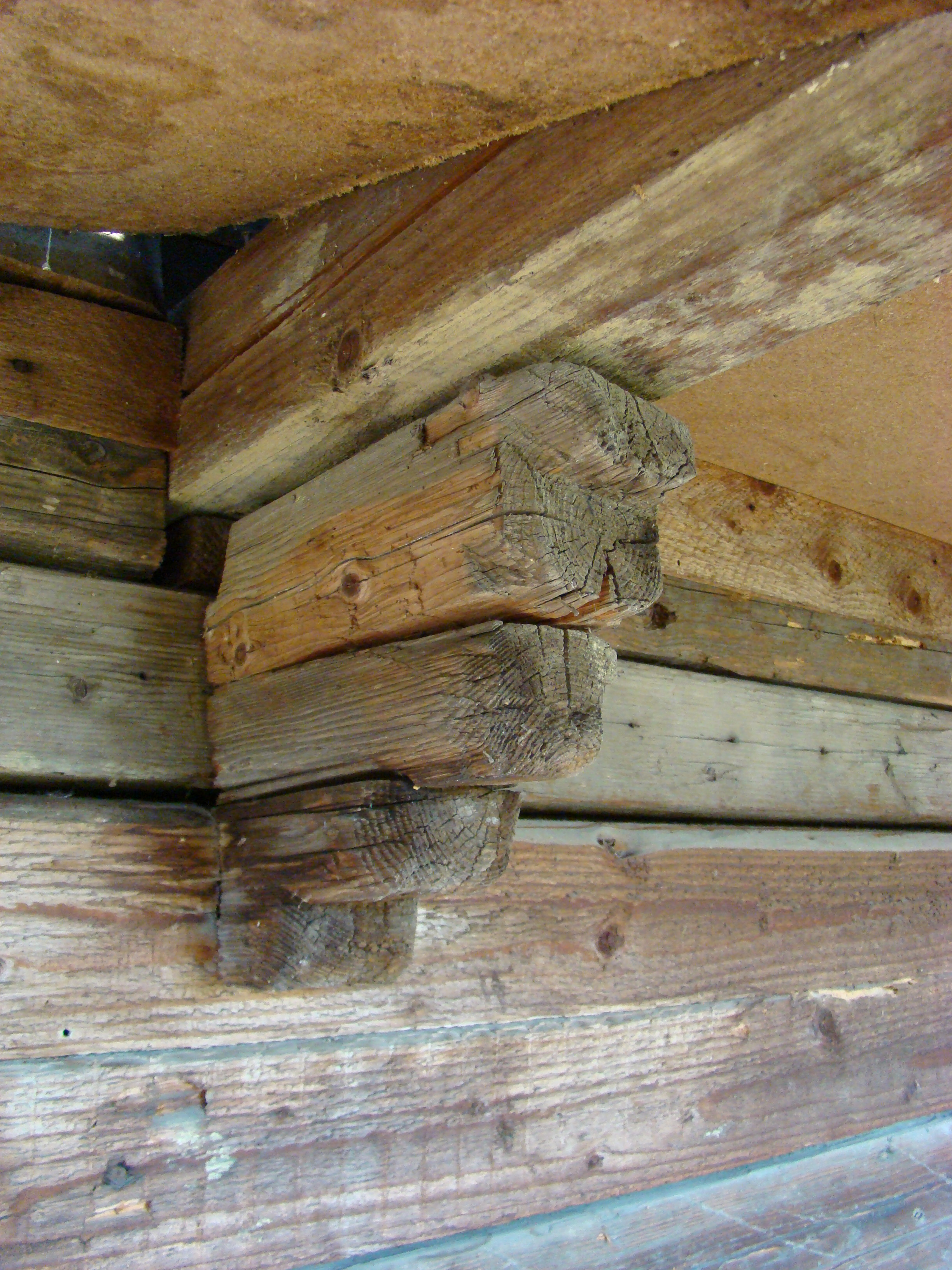
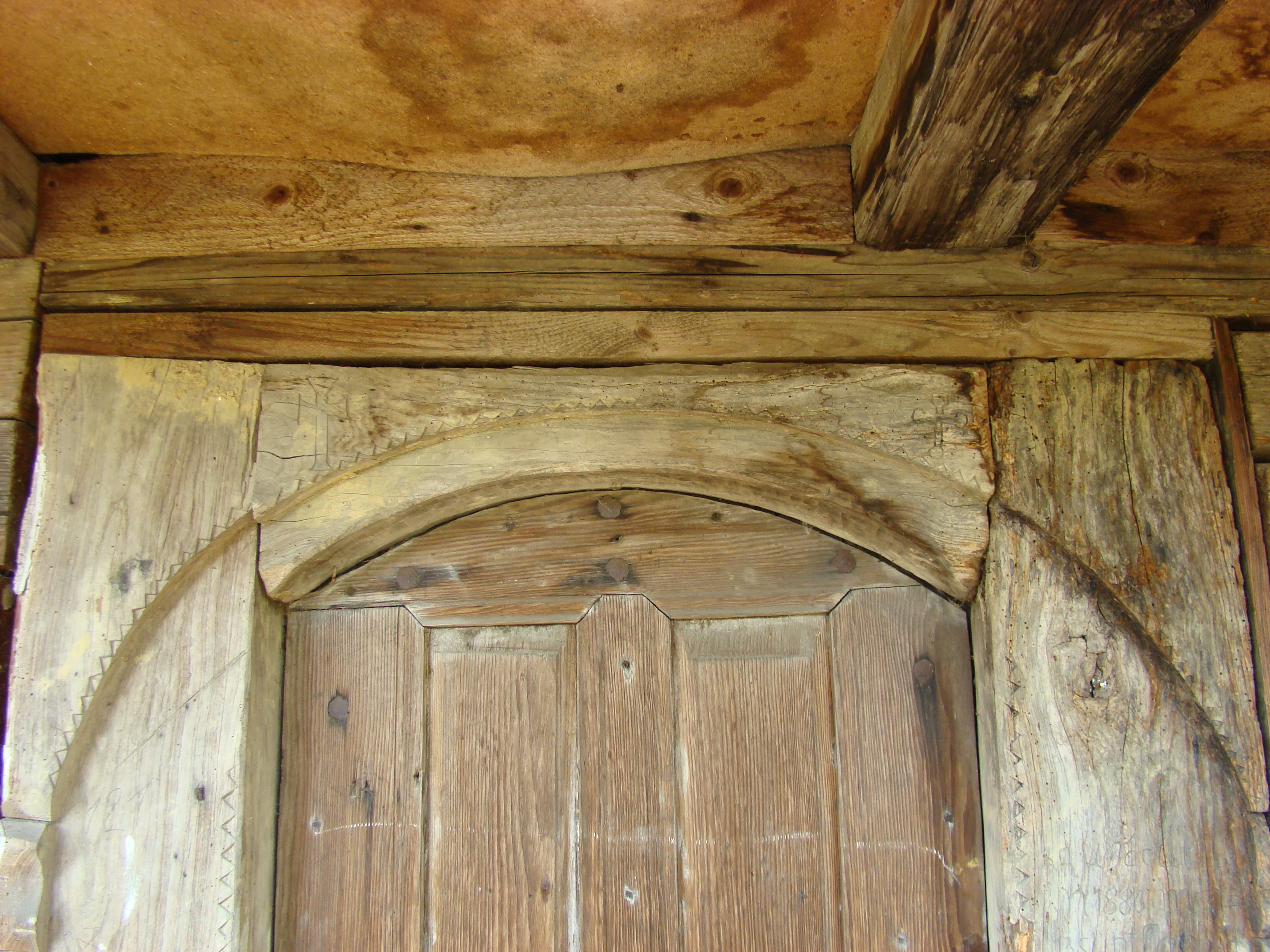
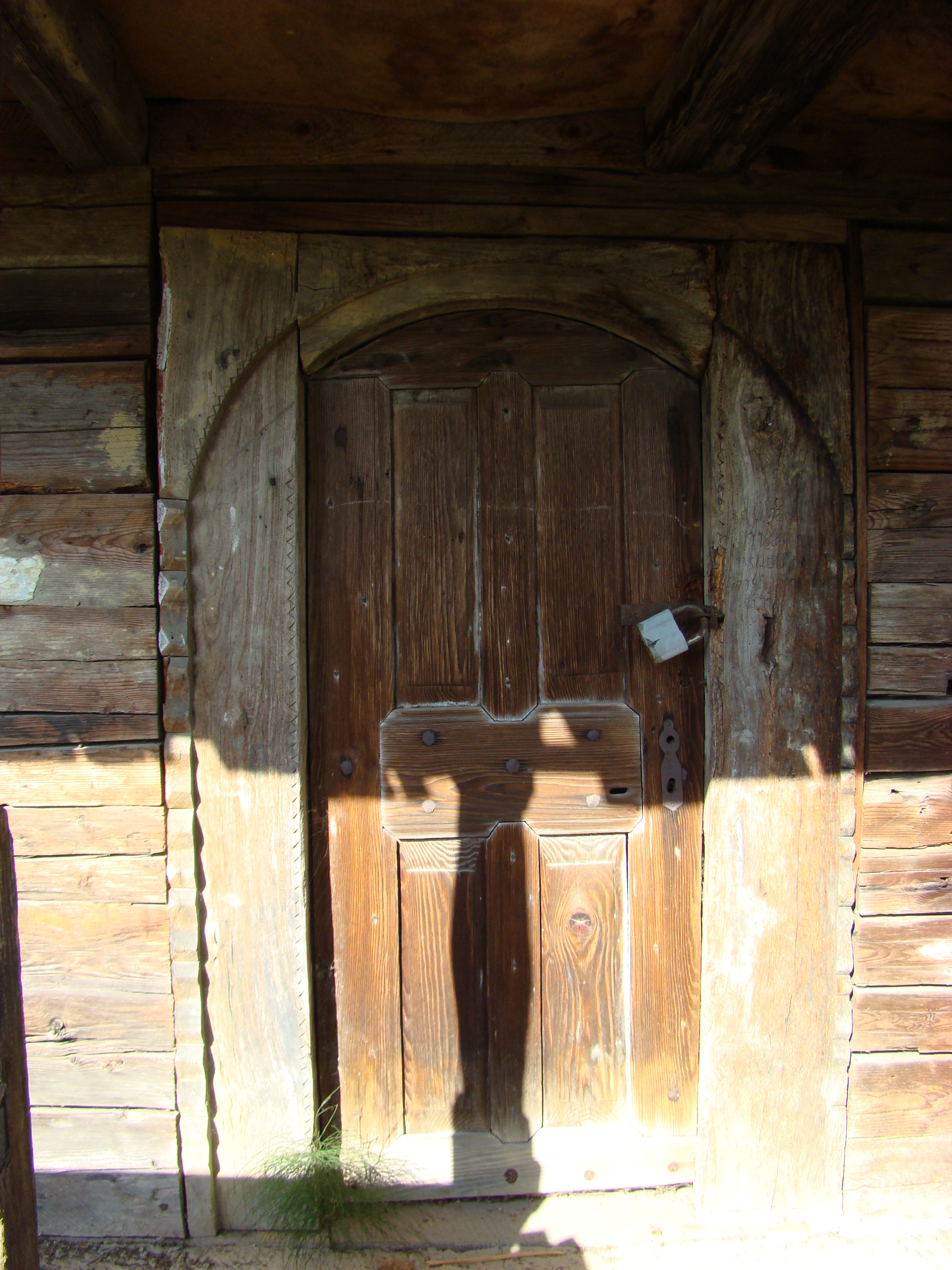
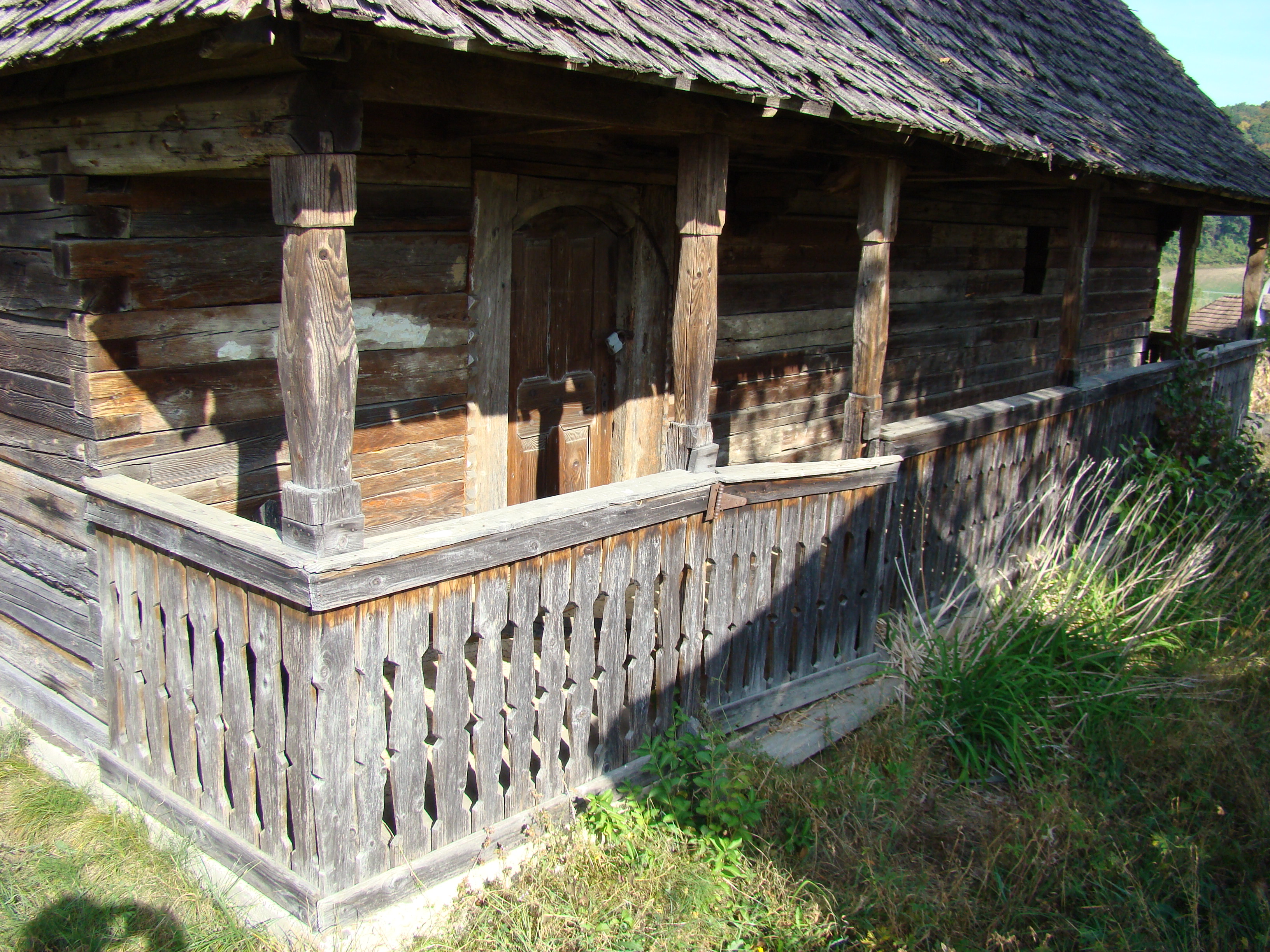
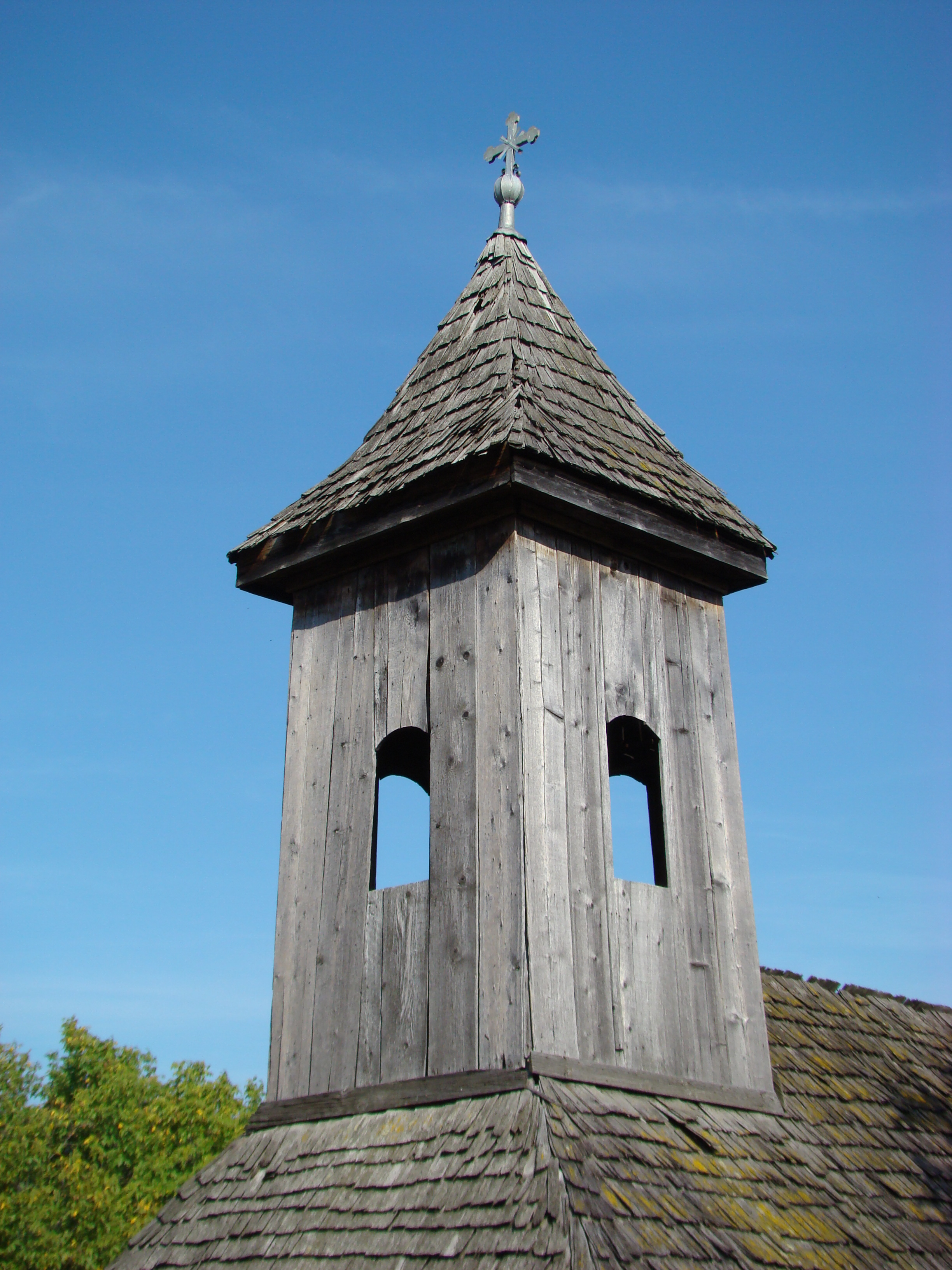
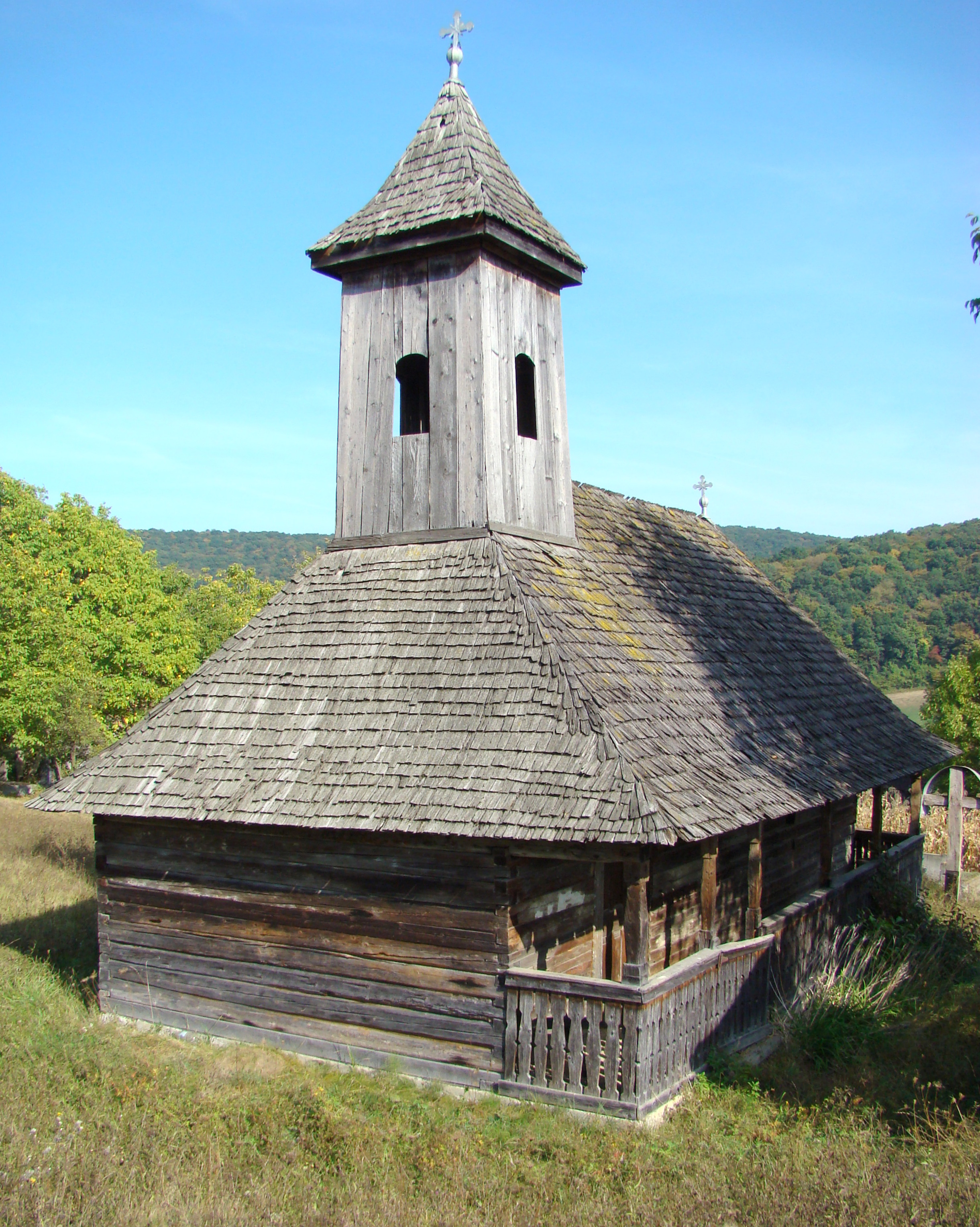
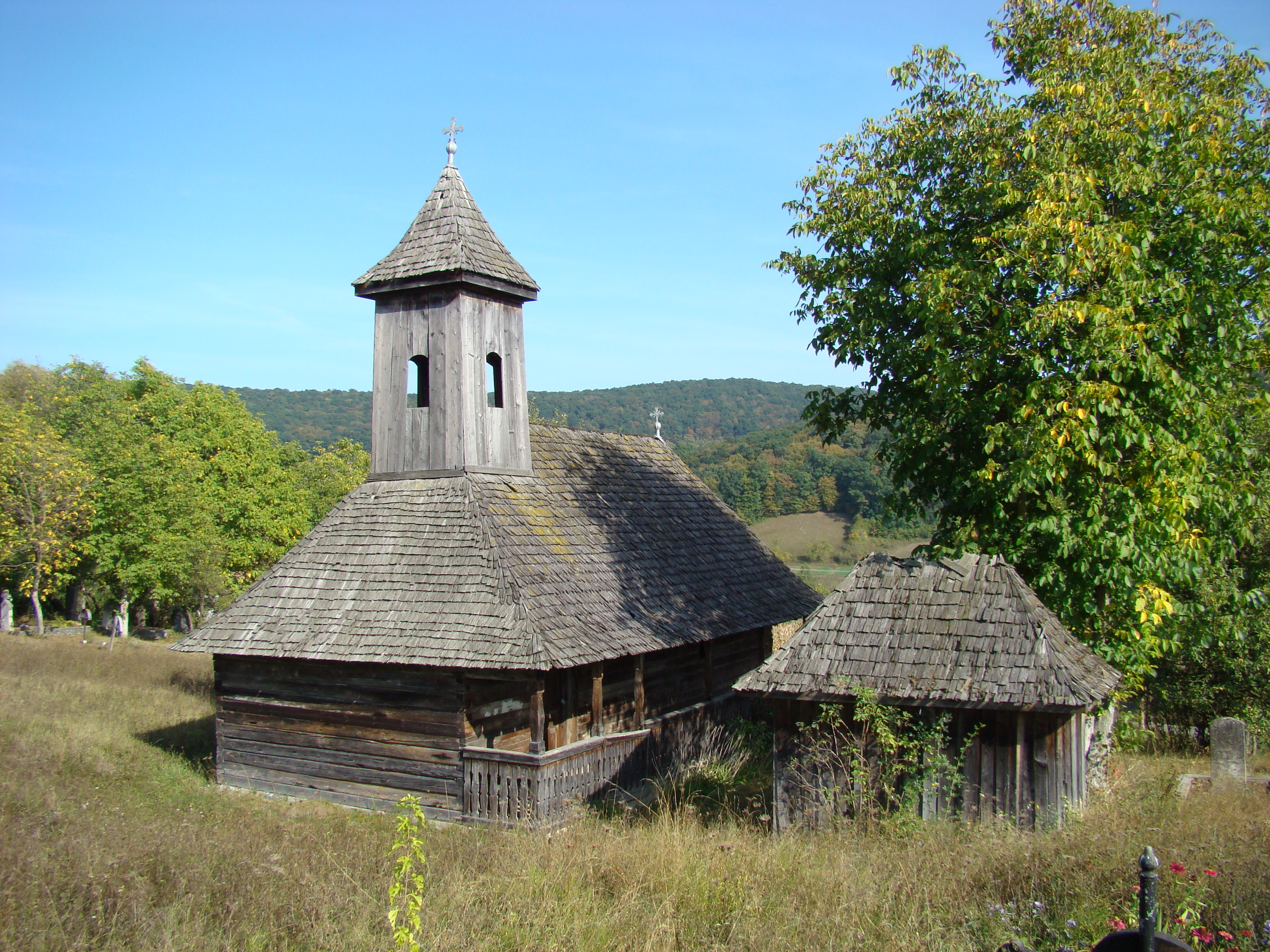
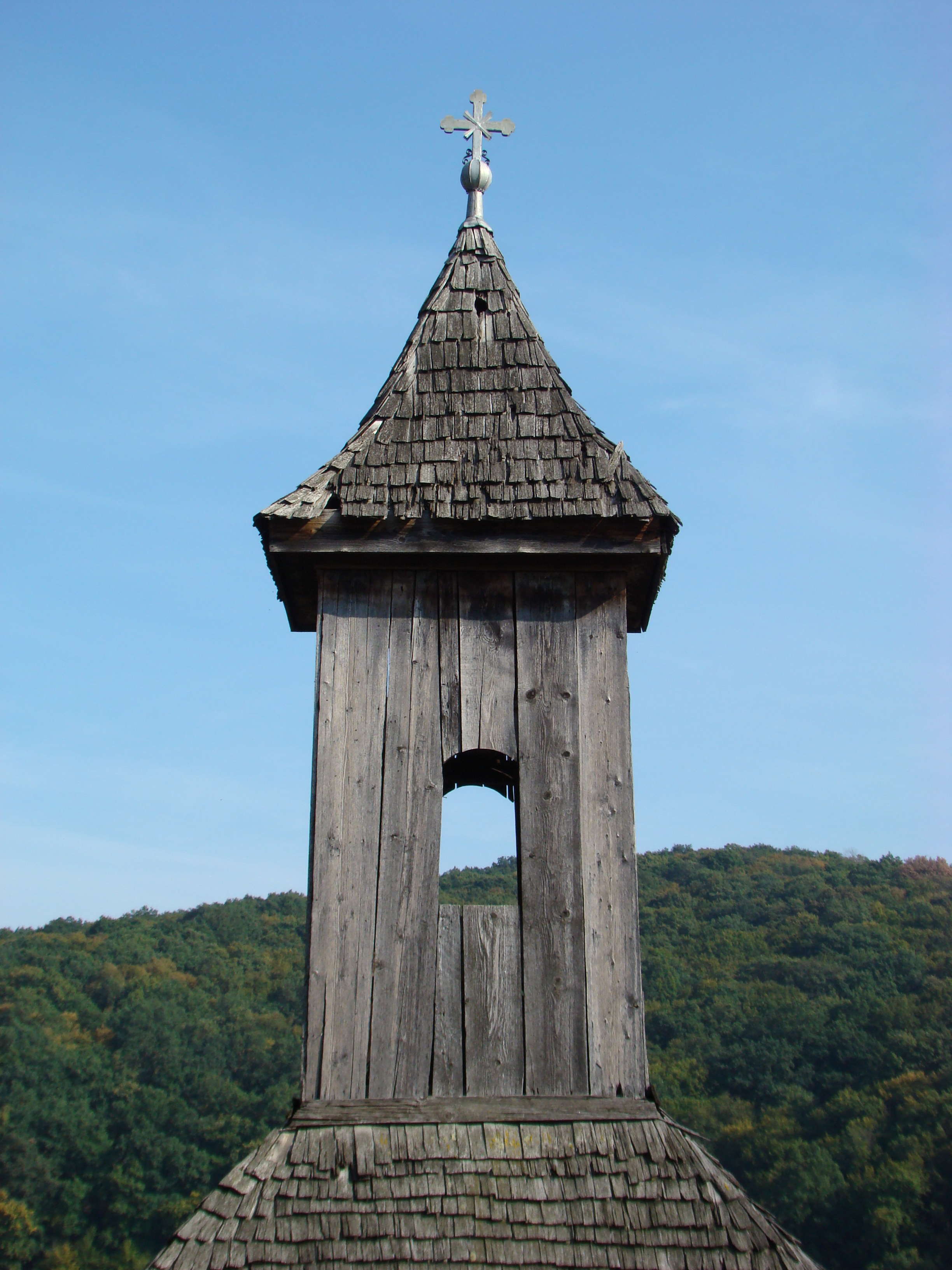
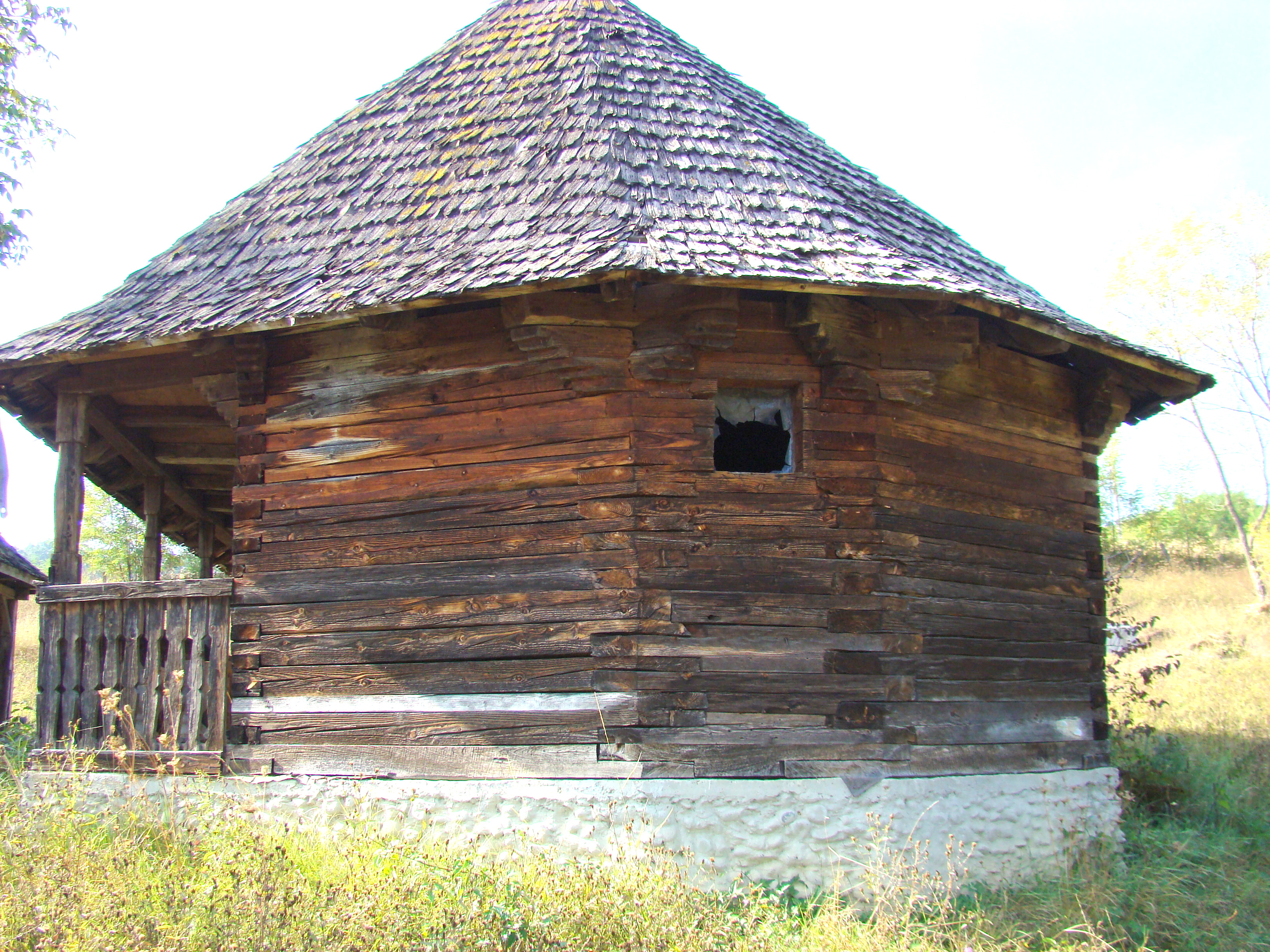
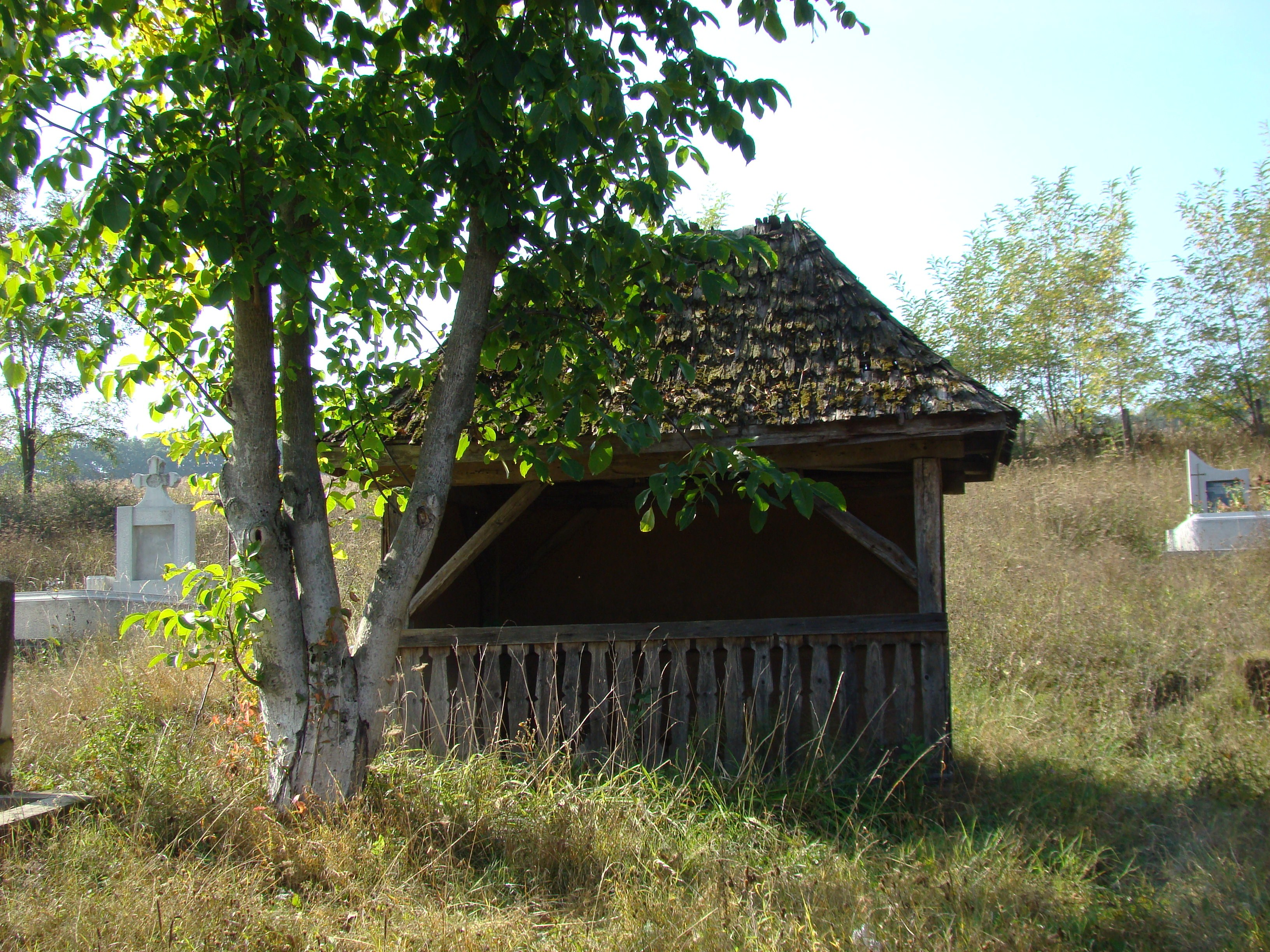
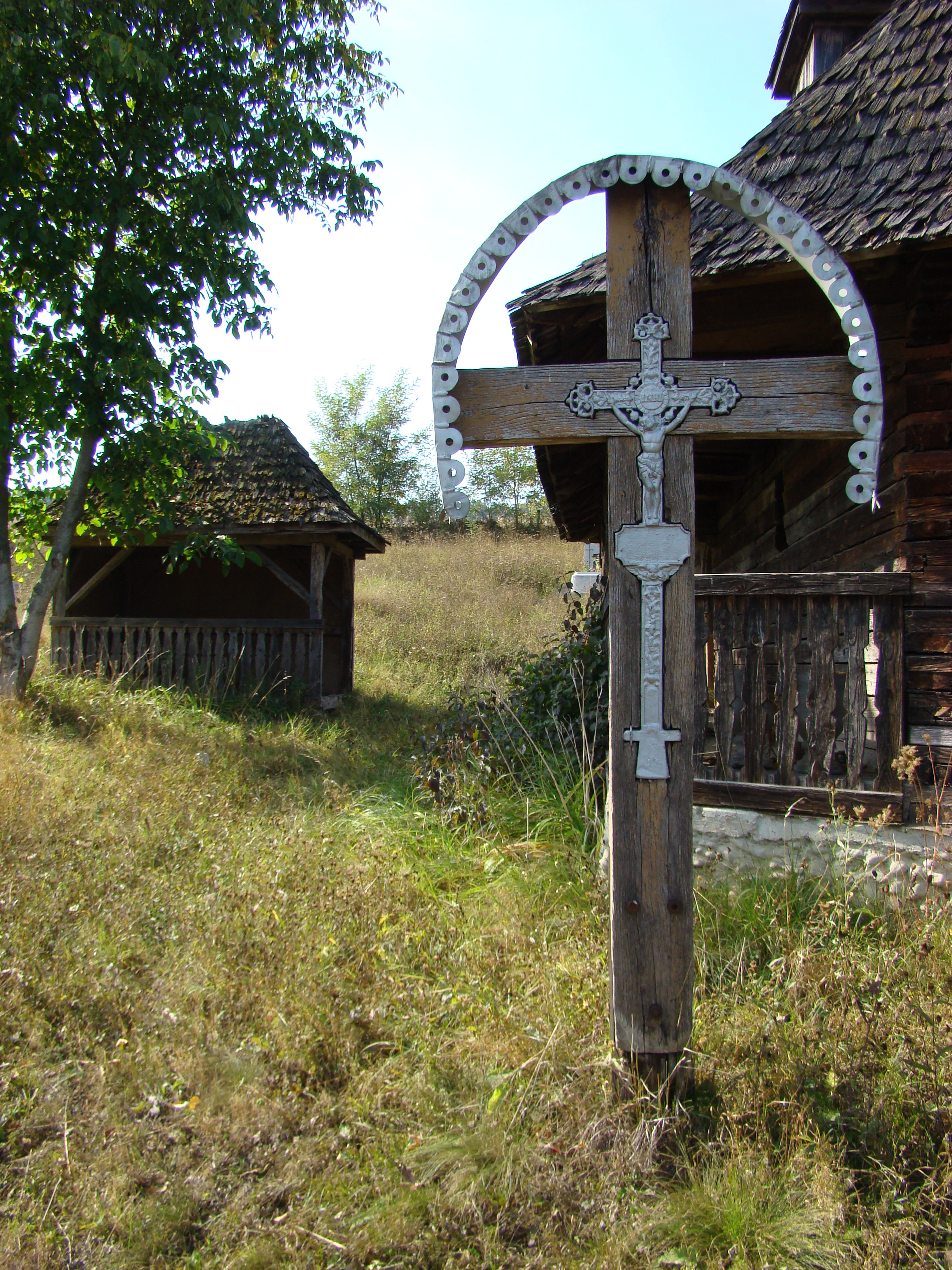
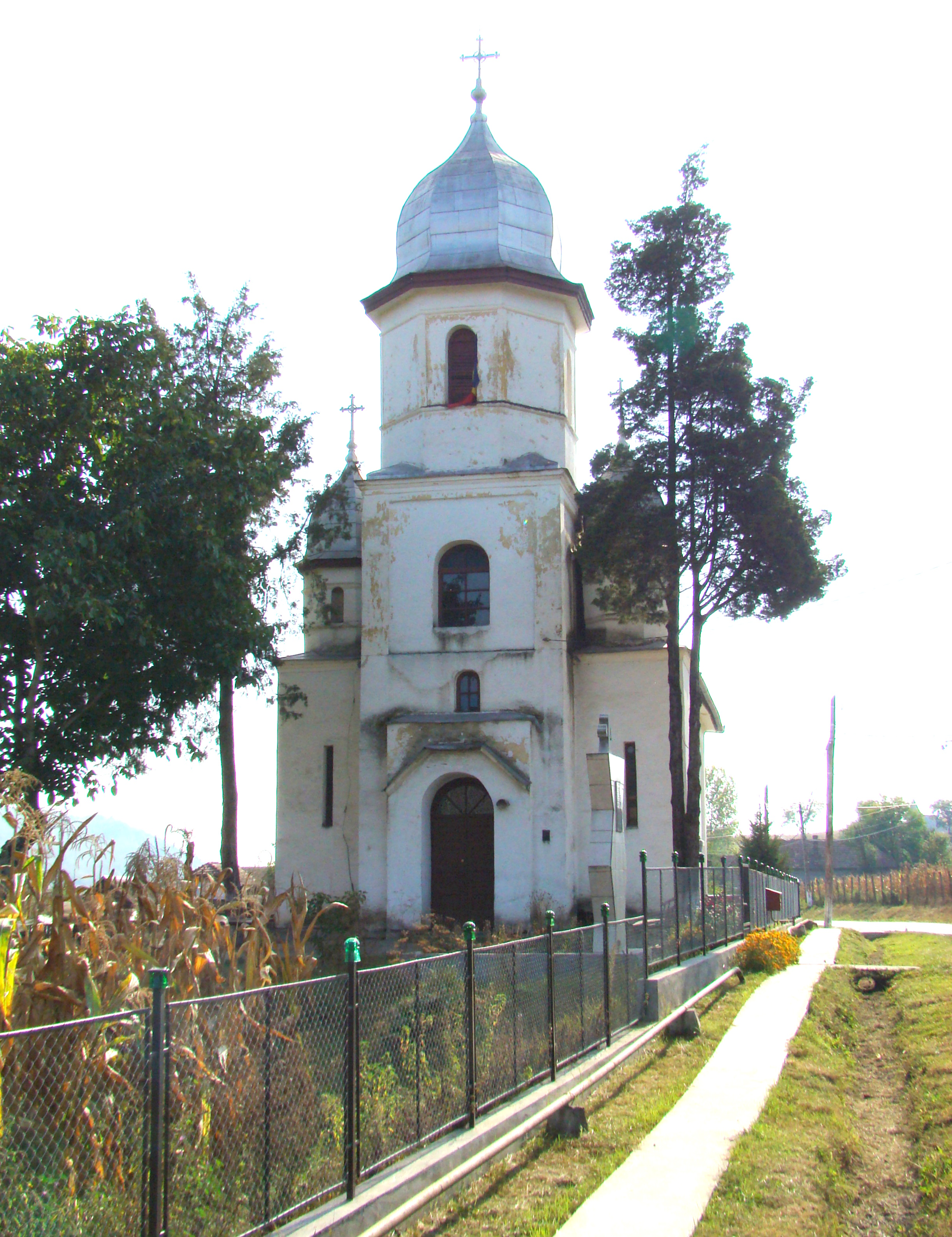
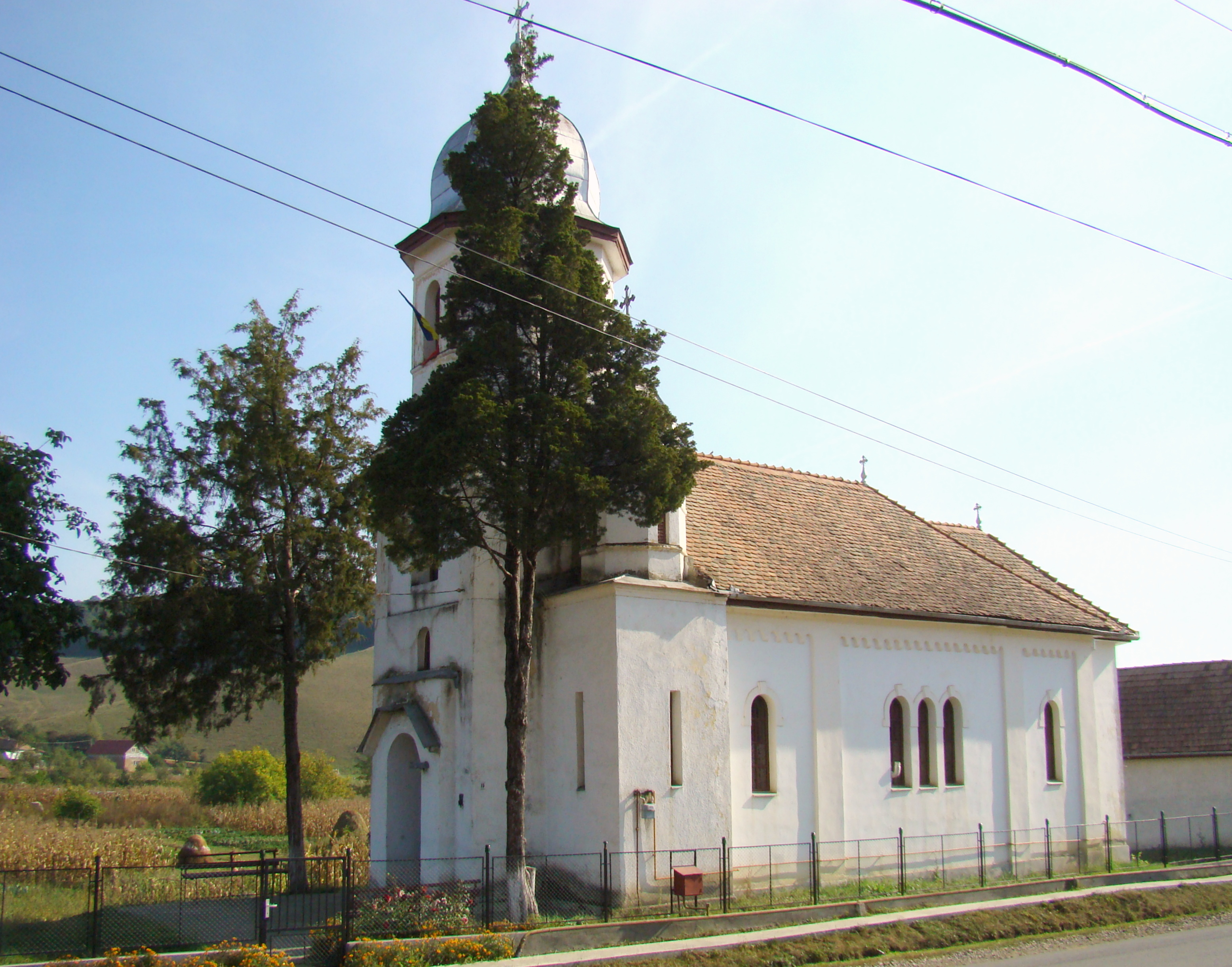
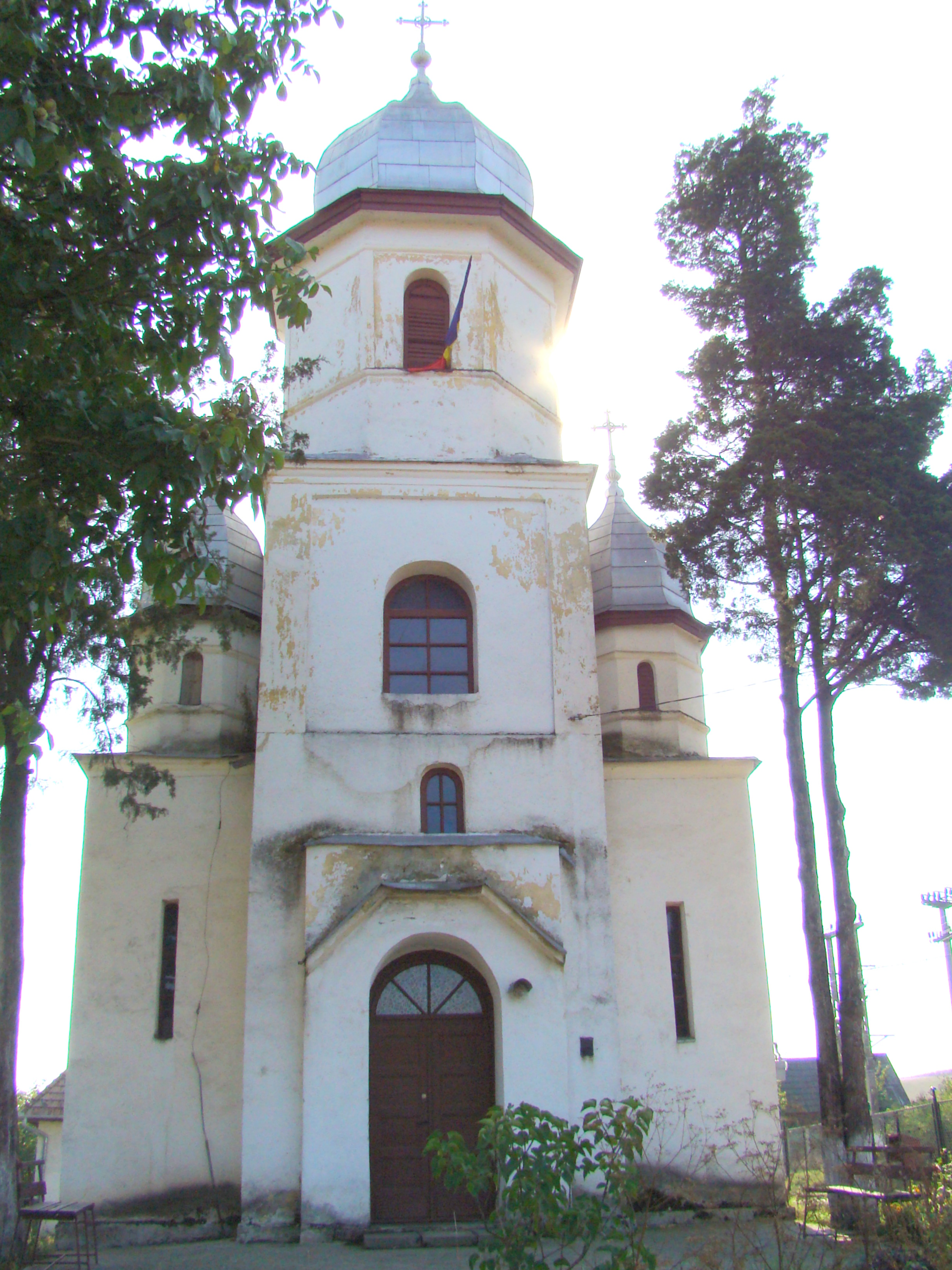